# Ilze Bērziņa

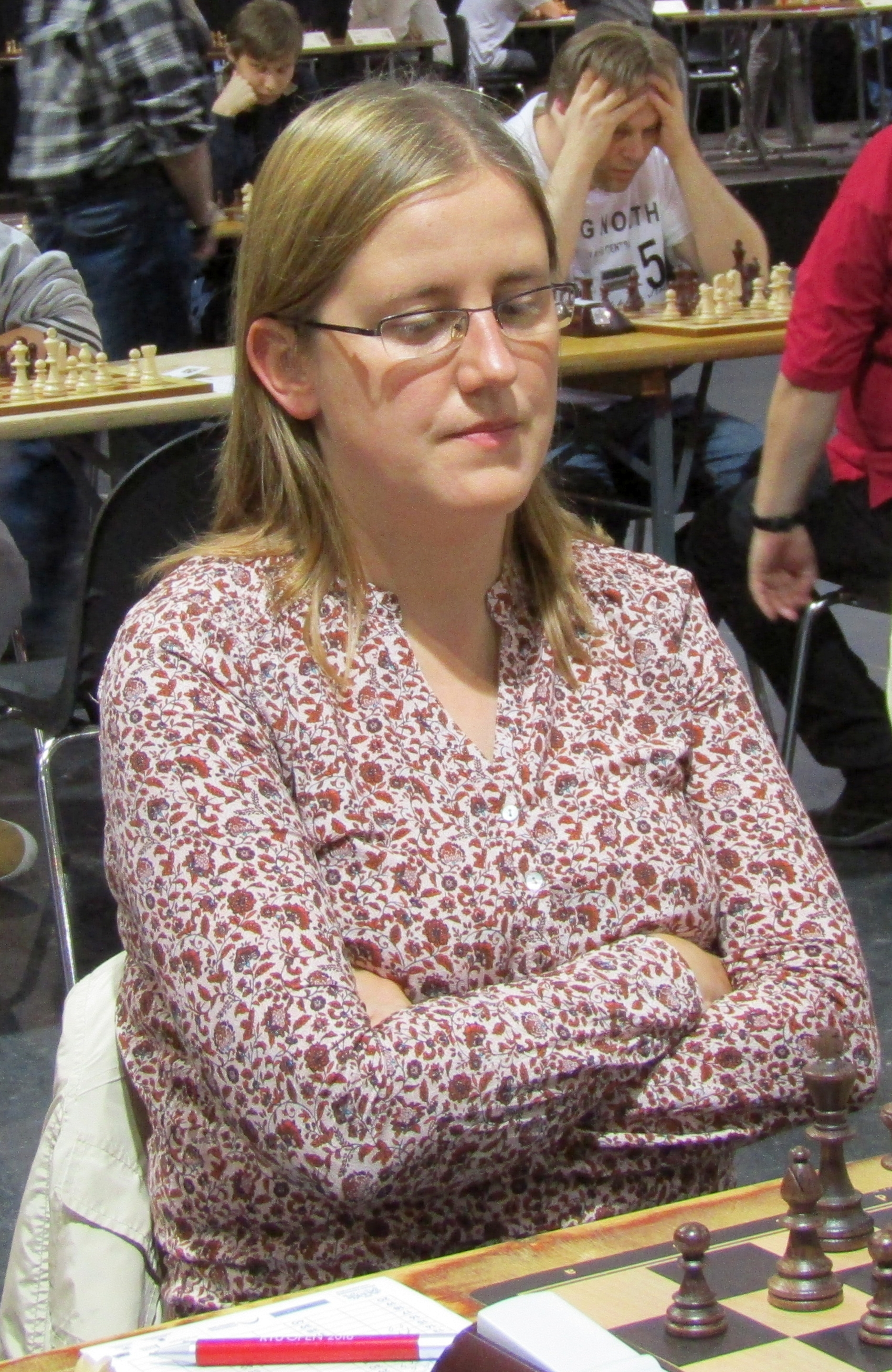
Ilze Bērziņa, 2016

Ilze Bērziņa (* 4. Januar 1984 in Riga) ist eine lettische Schachspielerin.

## Biographie
Ilze Bērziņa absolvierte die Technische Universität Riga. Sie gewann viermal (2004, 2008, 2012 und 2019) die lettischen Schachmeisterschaften der Frauen. Mit der lettischen Frauenauswahl nahm sie seit 1998 an zehn Schacholympiaden teil. Am erfolgreichsten war sie bei der Schacholympiade 2010, als sie am dritten Brett mit 9 Punkten aus 11 Partien eine Bronzemedaille in der Einzelwertung gewann. Außerdem ging sie auch bei den Mannschaftseuropameisterschaften der Frauen 1999, 2011 und 2015 an den Start. Sie ist Generalsekretärin des lettischen Schachverbandes. Von Dezember 2016 bis März 2017 hatte Bērziņa ihre bisher höchste Elo-Zahl von 2323.
Der Titel eines Internationalen Meisters der Frauen (WIM) wurde Bērziņa 2002 verliehen, seit Oktober 2009 trägt sie den Titel Großmeister der Frauen (WGM). Die dafür erforderlichen Normen erreichte Ilze Bērziņa bei einem Turnier in Riga im August 2004, bei einem IM-Turnier in Panevėžys im August 2008 sowie beim Czech Open in Pardubice im Juli und August 2009. Vereinsschach spielte Bērziņa in Litauen für den ŠK Margiris Kaunas, mit dem sie 2016 am European Club Cup der Frauen teilnahm, in Deutschland spielt sie seit der Saison 2019/20 für die SG 1871 Löberitz in der 2. Frauenbundesliga.